# Quirguistão nos Jogos Olímpicos
O Quirguistão participou de 4 Jogos Olímpicos de Verão e 4 Jogos Olímpicos de Inverno como um Estado Independente e ganhou 3 medalhas. Antigamente, participava sob a bandeira da União Soviética. Em 1992, o Quirguistão participou em conjunto com o Time Unificado, enquanto em 1994, o país teve sua estreia nos Jogos de Inverno e em 1996, nos Jogos de Verão, após a dissolução da União Soviética.

## Lista de Medalhistas
| Medalhas          | Nome              | Jogos       | Esportes          | Eventos             |
| ----------------- | ----------------- | ----------- | ----------------- | ------------------- |
| Medalha de bronze | Aidyn Smagulov    | 2000 Sydney | Judô              | Até 60 kg masculino |
| Medalha de prata  | Kanatbek Begaliev | 2008 Pequim | Luta Greco-Romana | Até 66 kg masculino |
| Medalha de bronze | Ruslan Tiumenbaev | 2008 Pequim | Luta Greco-Romana | Até 60 kg masculino |
| Medalha de bronze | Bazar Bazarguruev | 2008 Pequim | Luta Livre        | Até 60 kg masculino |